# Groupe G de la Coupe du monde de football 2014
Le groupe G de la Coupe du monde de football de 2014, qui se dispute au Brésil du 12 juin au 13 juillet 2014, comprend quatre équipes dont les deux premières se qualifient pour les huitièmes de finale de la compétition.
Le tirage au sort a été effectué le 6 décembre 2013 à Salvador de Bahia.
Au tour suivant, le premier de ce groupe affronte le second du Groupe H et le deuxième de ce groupe affronte le premier du Groupe H.

## Résumé
Dans ce groupe, l'un de ceux parfois considérés comme « Groupe de la mort », l'Allemagne, tête de série, est l'un des grands favoris pour la victoire finale. Elle domine en effet régulièrement le football international, toutefois sans titre majeur récent à son palmarès :  2e en 2002, et troisième en 2006 et 2010. En première journée, les Allemands font forte impression en écrasant une équipe Portugaise complètement dépassée (4-0). Les États-Unis l'emportent face au Ghana (2-1) après un gros match ce qui constitue une demi surprise. La seconde journée s'achève sur deux nuls. L'Allemagne qui bute face à une équipe du Ghana bien en place et efficace en contre (2-2) et le Portugal qui évite de justesse l'élimination prématurée en accrochant l'égalisation face aux États-Unis au bout du temps additionnel grâce à Varela (2-2). En dernière journée, l'Allemagne assure la première place du groupe en gagnant sans forcer face aux États-Unis (1-0), tandis que dans l'autre match le Portugal bat le Ghana 2-1. Le Groupe G est le seul où il y a une égalité de points entre la 2e et la 3e équipe qui sont donc départagés par la différence de but. Les États-Unis conservent trois buts d'avance sur le Portugal qui quitte la coupe du monde. Au second tour, l'Allemagne rencontrera l'Algérie et les États-Unis seront opposés à la Belgique.

## Classement
|   | Équipe     | Pts | J | G | N | P | Bp | Bc | Diff |
| 1 | Allemagne  | 7   | 3 | 2 | 1 | 0 | 7  | 2  | 5    |
| 2 | États-Unis | 4   | 3 | 1 | 1 | 1 | 4  | 4  | 0    |
| 3 | Portugal   | 4   | 3 | 1 | 1 | 1 | 4  | 7  | -3   |
| 4 | Ghana      | 1   | 3 | 0 | 1 | 2 | 4  | 6  | -2   |

| J 1 | 16 juin 2014 | Allemagne  | 4 - 0 | Portugal   |
| J 1 | 16 juin 2014 | Ghana      | 1 - 2 | États-Unis |
| J 2 | 21 juin 2014 | Allemagne  | 2 - 2 | Ghana      |
| J 2 | 22 juin 2014 | États-Unis | 2 - 2 | Portugal   |
| J 3 | 26 juin 2014 | États-Unis | 0 - 1 | Allemagne  |
| J 3 | 26 juin 2014 | Portugal   | 2 - 1 | Ghana      |

## Première journée

### Allemagne - Portugal
| Match 13                                                 | Allemagne                                             | 4 - 0   | Portugal | Itaipava Arena Fonte Nova, Salvador de Bahia                         |                                                                      |
| 16 juin 2014 · 13:00 (UTC-3) · Historique des rencontres | Thomas Müller 12e (pen.) 45+1e 78e · Mats Hummels 32e | (3 - 0) |          | Spectateurs : 51 081 · Arbitrage : Milorad Mažić · Photos du match · | Spectateurs : 51 081 · Arbitrage : Milorad Mažić · Photos du match · |
| 16 juin 2014 · 13:00 (UTC-3) · Historique des rencontres | Rapport                                               |         |          | Spectateurs : 51 081 · Arbitrage : Milorad Mažić · Photos du match · | Spectateurs : 51 081 · Arbitrage : Milorad Mažić · Photos du match · |

| Allemagne | Portugal |

| ALLEMAGNE :     |    |                  |  |     |
|                 |    |                  |  |     |
| Gardien de but  | 1  | Manuel Neuer     |  |     |
|                 | 4  | Benedikt Höwedes |  |     |
|                 | 5  | Mats Hummels     |  | 73e |
|                 | 6  | Sami Khedira     |  |     |
|                 | 8  | Mesut Özil       |  | 63e |
|                 | 13 | Thomas Müller    |  | 82e |
|                 | 16 | Philipp Lahm     |  |     |
|                 | 17 | Per Mertesacker  |  |     |
|                 | 18 | Toni Kroos       |  |     |
|                 | 19 | Mario Götze      |  |     |
|                 | 20 | Jérôme Boateng   |  |     |
| Remplaçants :   |    |                  |  |     |
|                 | 9  | André Schürrle   |  | 63e |
|                 | 21 | Shkodran Mustafi |  | 73e |
|                 | 10 | Lukas Podolski   |  | 82e |
| Sélectionneur : |    |                  |  |     |
| Joachim Löw     |    |                  |  |     |

| PORTUGAL :      |    |                   |  |     |     |
|                 |    |                   |  |     |     |
| Gardien de but  | 12 | Rui Patrício      |  |     |     |
|                 | 2  | Bruno Alves       |  |     |     |
|                 | 3  | Pepe              |  |     | 37e |
|                 | 4  | Miguel Veloso     |  | 46e |     |
|                 | 5  | Fábio Coentrão    |  | 65e |     |
|                 | 7  | Cristiano Ronaldo |  |     |     |
|                 | 8  | João Moutinho     |  |     |     |
|                 | 9  | Hugo Almeida      |  | 28e |     |
|                 | 16 | Raul Meireles     |  |     |     |
|                 | 17 | Nani              |  |     |     |
|                 | 21 | João Pereira      |  |     | 11e |
| Remplaçants :   |    |                   |  |     |     |
|                 | 11 | Éder              |  | 28e |     |
|                 | 13 | Ricardo Costa     |  | 46e |     |
|                 | 19 | André Almeida     |  | 65e |     |
| Sélectionneur : |    |                   |  |     |     |
| Paulo Bento     |    |                   |  |     |     |

| Assistants : Milovan Ristić Dalibor Đurđević Quatrième arbitre : Sidi Alioum Cinquième arbitre : Djibril Camara Homme du Match : Thomas Müller |

### Ghana - États-Unis
| Match 14                                                 | Ghana          | 1 - 2   | États-Unis                          | Arena das Dunas, Natal                                                |                                                                       |
| 16 juin 2014 · 19:00 (UTC-3) · Historique des rencontres | André Ayew 82e | (0 - 1) | 1re Clint Dempsey · 86e John Brooks | Spectateurs : 39 760 · Arbitrage : Jonas Eriksson · Photos du match · | Spectateurs : 39 760 · Arbitrage : Jonas Eriksson · Photos du match · |
| 16 juin 2014 · 19:00 (UTC-3) · Historique des rencontres | Rapport        |         |                                     | Spectateurs : 39 760 · Arbitrage : Jonas Eriksson · Photos du match · | Spectateurs : 39 760 · Arbitrage : Jonas Eriksson · Photos du match · |

| Ghana | États-Unis |

| GHANA :            |    |                      |  |     |       |
|                    |    |                      |  |     |       |
| Gardien de but     | 12 | Adam Larsen Kwarasey |  |     |       |
|                    | 3  | Asamoah Gyan         |  |     |       |
|                    | 4  | Daniel Opare         |  |     |       |
|                    | 7  | Christian Atsu       |  | 78e |       |
|                    | 10 | André Ayew           |  |     |       |
|                    | 11 | Sulley Muntari       |  |     | 90+2e |
|                    | 13 | Jordan Ayew          |  | 59e |       |
|                    | 17 | Mohammed Rabiu       |  | 71e | 30e   |
|                    | 19 | Jonathan Mensah      |  |     |       |
|                    | 20 | Kwadwo Asamoah       |  |     |       |
|                    | 21 | John Boye            |  |     |       |
| Remplaçants :      |    |                      |  |     |       |
|                    | 9  | Kevin-Prince Boateng |  | 59e |       |
|                    | 5  | Michael Essien       |  | 71e |       |
|                    | 14 | Albert Adomah        |  | 78e |       |
| Sélectionneur :    |    |                      |  |     |       |
| James Kwesi Appiah |    |                      |  |     |       |

| ÉTATS-UNIS :     |    |                  |  |     |
|                  |    |                  |  |     |
| Gardien de but   | 1  | Tim Howard       |  |     |
|                  | 4  | Michael Bradley  |  |     |
|                  | 5  | Matt Besler      |  | 46e |
|                  | 7  | DaMarcus Beasley |  |     |
|                  | 8  | Clint Dempsey    |  |     |
|                  | 11 | Alejandro Bedoya |  | 77e |
|                  | 13 | Jermaine Jones   |  |     |
|                  | 15 | Kyle Beckerman   |  |     |
|                  | 17 | Jozy Altidore    |  | 23e |
|                  | 20 | Geoff Cameron    |  |     |
|                  | 23 | Fabian Johnson   |  |     |
| Remplaçants :    |    |                  |  |     |
|                  | 9  | Aron Jóhannsson  |  | 23e |
|                  | 6  | John Brooks      |  | 46e |
|                  | 19 | Graham Zusi      |  | 77e |
| Sélectionneur :  |    |                  |  |     |
| Jürgen Klinsmann |    |                  |  |     |

| Assistants : Mathias Klasenius Daniel Wärnmark Quatrième arbitre : Norbert Hauata Cinquième arbitre : Marwa Range Homme du Match : Clint Dempsey |

## Deuxième journée

### Allemagne - Ghana
| Match 29                                                 | Allemagne                            | 2 - 2   | Ghana                             | Stade Governador-Plácido-Castelo, Fortaleza                         |                                                                     |
| 21 juin 2014 · 16:00 (UTC-3) · Historique des rencontres | Mario Götze 51e · Miroslav Klose 71e | (0 - 0) | 54e André Ayew · 63e Asamoah Gyan | Spectateurs : 51 081 · Arbitrage : Sandro Ricci · Photos du match · | Spectateurs : 51 081 · Arbitrage : Sandro Ricci · Photos du match · |
| 21 juin 2014 · 16:00 (UTC-3) · Historique des rencontres | Rapport                              |         |                                   | Spectateurs : 51 081 · Arbitrage : Sandro Ricci · Photos du match · | Spectateurs : 51 081 · Arbitrage : Sandro Ricci · Photos du match · |

| Allemagne | Ghana |

| ALLEMAGNE :     |    |                        |  |     |
|                 |    |                        |  |     |
| Gardien de but  | 1  | Manuel Neuer           |  |     |
|                 | 4  | Benedikt Höwedes       |  |     |
|                 | 5  | Mats Hummels           |  |     |
|                 | 6  | Sami Khedira           |  | 70e |
|                 | 8  | Mesut Özil             |  |     |
|                 | 13 | Thomas Müller          |  |     |
|                 | 16 | Philipp Lahm           |  |     |
|                 | 17 | Per Mertesacker        |  |     |
|                 | 18 | Toni Kroos             |  |     |
|                 | 19 | Mario Götze            |  | 69e |
|                 | 20 | Jérôme Boateng         |  | 46e |
| Remplaçants :   |    |                        |  |     |
|                 | 11 | Miroslav Klose         |  | 69e |
|                 | 21 | Shkodran Mustafi       |  | 46e |
|                 | 7  | Bastian Schweinsteiger |  | 70e |
| Sélectionneur : |    |                        |  |     |
| Joachim Löw     |    |                        |  |     |

| GHANA :            |    |                        |  |     |       |
|                    |    |                        |  |     |       |
| Gardien de but     | 16 | Abdul Fatawu Dauda     |  |     |       |
|                    | 3  | Asamoah Gyan           |  |     |       |
|                    | 7  | Christian Atsu         |  | 72e |       |
|                    | 9  | Kevin-Prince Boateng   |  | 52e |       |
|                    | 10 | André Ayew             |  |     |       |
|                    | 11 | Sulley Muntari         |  |     | 90+3e |
|                    | 17 | Mohammed Rabiu         |  | 78e |       |
|                    | 19 | Jonathan Mensah        |  |     |       |
|                    | 20 | Kwadwo Asamoah         |  |     |       |
|                    | 21 | John Boye              |  |     |       |
|                    | 23 | Harrison Afful         |  |     |       |
| Remplaçants :      |    |                        |  |     |       |
|                    | 13 | Jordan Ayew            |  | 52e |       |
|                    | 22 | Wakaso Mubarak         |  | 72e |       |
|                    | 8  | Emmanuel Agyemang-Badu |  | 78e |       |
| Sélectionneur :    |    |                        |  |     |       |
| James Kwesi Appiah |    |                        |  |     |       |

| Assistants : Emerson de Carvalho Marcelo van Gasse Quatrième arbitre : Víctor Hugo Carrillo Cinquième arbitre : Rodney Aquino Homme du Match : Mario Götze |

### États-Unis - Portugal
| Match 30                                                 | États-Unis                             | 2 - 2   | Portugal                         | Arena da Amazônia, Manaus                                            |                                                                      |
| 22 juin 2014 · 19:00 (UTC-4) · Historique des rencontres | Jermaine Jones 64e · Clint Dempsey 81e | (0 - 1) | 5e Nani · 90+5e Silvestre Varela | Spectateurs : 40 123 · Arbitrage : Néstor Pitana · Photos du match · | Spectateurs : 40 123 · Arbitrage : Néstor Pitana · Photos du match · |
| 22 juin 2014 · 19:00 (UTC-4) · Historique des rencontres | Rapport                                |         |                                  | Spectateurs : 40 123 · Arbitrage : Néstor Pitana · Photos du match · | Spectateurs : 40 123 · Arbitrage : Néstor Pitana · Photos du match · |

| États-Unis | Portugal |

| ÉTATS-UNIS :     |    |                   |  |       |     |
|                  |    |                   |  |       |     |
| Gardien de but   | 1  | Tim Howard        |  |       |     |
|                  | 4  | Michael Bradley   |  |       |     |
|                  | 5  | Matt Besler       |  |       |     |
|                  | 7  | DaMarcus Beasley  |  |       |     |
|                  | 8  | Clint Dempsey     |  | 87e   |     |
|                  | 11 | Alejandro Bedoya  |  | 72e   |     |
|                  | 13 | Jermaine Jones    |  |       | 75e |
|                  | 15 | Kyle Beckerman    |  |       |     |
|                  | 19 | Graham Zusi       |  | 90+1e |     |
|                  | 20 | Geoff Cameron     |  |       |     |
|                  | 23 | Fabian Johnson    |  |       |     |
| Remplaçants :    |    |                   |  |       |     |
|                  | 2  | DeAndre Yedlin    |  | 72e   |     |
|                  | 18 | Chris Wondolowski |  | 87e   |     |
|                  | 3  | Omar Gonzalez     |  | 90+1e |     |
| Sélectionneur :  |    |                   |  |       |     |
| Jürgen Klinsmann |    |                   |  |       |     |

| PORTUGAL :      |    |                   |  |     |
|                 |    |                   |  |     |
| Gardien de but  | 22 | Beto              |  |     |
|                 | 2  | Bruno Alves       |  |     |
|                 | 4  | Miguel Veloso     |  |     |
|                 | 7  | Cristiano Ronaldo |  |     |
|                 | 8  | João Moutinho     |  |     |
|                 | 13 | Ricardo Costa     |  |     |
|                 | 16 | João Moutinho     |  | 69e |
|                 | 17 | Nani              |  |     |
|                 | 19 | André Almeida     |  | 46e |
|                 | 21 | João Pereira      |  |     |
|                 | 23 | Hélder Postiga    |  | 16e |
| Remplaçants :   |    |                   |  |     |
|                 | 11 | Éder              |  | 16e |
|                 | 6  | William Carvalho  |  | 46e |
|                 | 18 | Silvestre Varela  |  | 69e |
| Sélectionneur : |    |                   |  |     |
| Paulo Bento     |    |                   |  |     |

| Assistants : Hernán Maidana Juan Pablo Belatti Quatrième arbitre : Walter Lopez Cinquième arbitre : Leonel Leal Homme du Match : Tim Howard |

## Troisième journée

### États-Unis - Allemagne
| Match 45                                                 | États-Unis | 0 - 1   | Allemagne         | Itaipava Arena Pernambuco, Recife                                      |                                                                        |
| 26 juin 2014 · 13:00 (UTC-3) · Historique des rencontres |            | (0 - 0) | 55e Thomas Müller | Spectateurs : 41 876 · Arbitrage : Ravshan Irmatov · Photos du match · | Spectateurs : 41 876 · Arbitrage : Ravshan Irmatov · Photos du match · |
| 26 juin 2014 · 13:00 (UTC-3) · Historique des rencontres | rapport    |         |                   | Spectateurs : 41 876 · Arbitrage : Ravshan Irmatov · Photos du match · | Spectateurs : 41 876 · Arbitrage : Ravshan Irmatov · Photos du match · |

| États-Unis | Allemagne |

| ÉTATS-UNIS :     |    |                  |  |     |     |
|                  |    |                  |  |     |     |
| Gardien de but   | 1  | Tim Howard       |  |     |     |
|                  | 3  | Omar Gonzalez    |  |     | 37e |
|                  | 4  | Michael Bradley  |  |     |     |
|                  | 5  | Matt Besler      |  |     |     |
|                  | 7  | DaMarcus Beasley |  |     |     |
|                  | 8  | Clint Dempsey    |  |     |     |
|                  | 13 | Jermaine Jones   |  |     |     |
|                  | 14 | Brad Davis       |  | 59e |     |
|                  | 15 | Kyle Beckerman   |  |     | 62e |
|                  | 19 | Graham Zusi      |  | 84e |     |
|                  | 23 | Fabian Johnson   |  |     |     |
| Remplaçants :    |    |                  |  |     |     |
|                  | 11 | Alejandro Bedoya |  | 59e |     |
|                  | 2  | DeAndre Yedlin   |  | 84e |     |
| Sélectionneur :  |    |                  |  |     |     |
| Jürgen Klinsmann |    |                  |  |     |     |

| ALLEMAGNE :     |    |                        |  |     |     |
|                 |    |                        |  |     |     |
| Gardien de but  | 1  | Manuel Neuer           |  |     |     |
|                 | 5  | Mats Hummels           |  |     |     |
|                 | 4  | Benedikt Höwedes       |  |     | 11e |
|                 | 7  | Bastian Schweinsteiger |  | 76e |     |
|                 | 8  | Mesut Özil             |  | 89e |     |
|                 | 10 | Lukas Podolski         |  | 46e |     |
|                 | 13 | Thomas Müller          |  |     |     |
|                 | 16 | Philipp Lahm           |  |     |     |
|                 | 17 | Per Mertesacker        |  |     |     |
|                 | 18 | Toni Kroos             |  |     |     |
|                 | 20 | Jérôme Boateng         |  |     |     |
| Remplaçants :   |    |                        |  |     |     |
|                 | 11 | Miroslav Klose         |  | 46e |     |
|                 | 19 | Mario Götze            |  | 76e |     |
|                 | 9  | André Schürrle         |  | 89e |     |
| Sélectionneur : |    |                        |  |     |     |
| Joachim Löw     |    |                        |  |     |     |

| Assistants : Abduxamidullo Rasulov Bakhadyr Kochkarov Quatrième arbitre : Sidi Alioum Cinquième arbitre : Djibril Camara Homme du Match : Thomas Müller |

### Portugal - Ghana
| Match 46                                                 | Portugal                                    | 2 - 1   | Ghana            | Stade national de Brasilia Mané Garrincha, Brasilia                    |                                                                        |
| 26 juin 2014 · 13:00 (UTC-3) · Historique des rencontres | 31e (csc) John Boye · 80e Cristiano Ronaldo | (0 - 1) | Asamoah Gyan 57e | Spectateurs : 67 540 · Arbitrage : Nawaf Shukralla · Photos du match · | Spectateurs : 67 540 · Arbitrage : Nawaf Shukralla · Photos du match · |
| 26 juin 2014 · 13:00 (UTC-3) · Historique des rencontres | rapport                                     |         |                  | Spectateurs : 67 540 · Arbitrage : Nawaf Shukralla · Photos du match · | Spectateurs : 67 540 · Arbitrage : Nawaf Shukralla · Photos du match · |

| Portugal | Ghana |

| PORTUGAL :      |    |                   |  |     |       |
|                 |    |                   |  |     |       |
| Gardien de but  | 22 | Beto              |  | 89e |       |
|                 | 2  | Bruno Alves       |  |     |       |
|                 | 3  | Pepe              |  |     |       |
|                 | 4  | Miguel Veloso     |  |     |       |
|                 | 6  | William Carvalho  |  |     |       |
|                 | 7  | Cristiano Ronaldo |  |     |       |
|                 | 8  | João Moutinho     |  |     | 90+4e |
|                 | 17 | Nani              |  |     |       |
|                 | 20 | Rúben Amorim      |  |     |       |
|                 | 21 | João Pereira      |  | 61e |       |
|                 | 23 | Hélder Postiga    |  | 69e |       |
| Remplaçants :   |    |                   |  |     |       |
|                 | 18 | Silvestre Varela  |  | 61e |       |
|                 | 10 | Vieirinha         |  | 69e |       |
| Gardien de but  | 1  | Eduardo           |  | 89e |       |
| Sélectionneur : |    |                   |  |     |       |
| Paulo Bento     |    |                   |  |     |       |

| GHANA :            |    |                        |  |     |     |
|                    |    |                        |  |     |     |
| Gardien de but     | 16 | Fatau Dauda            |  |     |     |
|                    | 3  | Asamoah Gyan           |  |     |     |
|                    | 7  | Christian Atsu         |  |     |     |
|                    | 8  | Emmanuel Agyemang-Badu |  |     |     |
|                    | 10 | André Ayew             |  | 81e |     |
|                    | 17 | Mohammed Rabiu         |  | 76e |     |
|                    | 18 | Abdul Majeed Waris     |  | 71e | 55e |
|                    | 19 | Jonathan Mensah        |  |     |     |
|                    | 20 | Kwadwo Asamoah         |  |     |     |
|                    | 21 | John Boye              |  |     |     |
|                    | 23 | Harrison Afful         |  |     | 39e |
| Remplaçants :      |    |                        |  |     |     |
|                    | 13 | Jordan Ayew            |  | 71e | 78e |
|                    | 6  | Afriyie Acquah         |  | 76e |     |
|                    | 22 | Mubarak Wakaso         |  | 81e |     |
| Sélectionneur :    |    |                        |  |     |     |
| James Kwesi Appiah |    |                        |  |     |     |

| Assistants : Yaser Tulefat Ebrahim Saleh Quatrième arbitre : Wilmar Roldán Cinquième arbitre : Eduardo Díaz Homme du Match : Cristiano Ronaldo |

## Homme du match
| Match | Résultats  | Résultats | Résultats  | Homme du match    |
| ----- | ---------- | --------- | ---------- | ----------------- |
| 13    | Allemagne  | 4 - 0     | Portugal   | Thomas Müller     |
| 14    | Ghana      | 1 - 2     | États-Unis | Clint Dempsey     |
| 29    | Allemagne  | 2 - 2     | Ghana      | Mario Götze       |
| 30    | États-Unis | 2 - 2     | Portugal   | Tim Howard        |
| 45    | États-Unis | 0 - 1     | Allemagne  | Thomas Müller     |
| 46    | Portugal   | 2 - 1     | Ghana      | Cristiano Ronaldo |

## Buteurs
| #     | Joueur            | Buts |
| ----- | ----------------- | ---- |
| 1     | Thomas Müller     | 4    |
| 2     | André Ayew        | 2    |
| 2     | Clint Dempsey     | 2    |
| 2     | Asamoah Gyan      | 2    |
| 5     | Cristiano Ronaldo | 1    |
| 5     | John Brooks       | 1    |
| 5     | Mario Götze       | 1    |
| 5     | Miroslav Klose    | 1    |
| 5     | Nani              | 1    |
| 5     | Silvestre Varela  | 1    |
| 5     | Jermaine Jones    | 1    |
| 5     | Mats Hummels      | 1    |
| CSC   | John Boye         | 1    |
| TOTAL | TOTAL             | 19   |